# Alexis Peyrotte
Alexis Peyrotte (n. 28 septembrie 1699, Mazan, Provence-Alpes-Côte d'Azur, Franța – d. 15 februarie 1769, Paris, Regatul Franței) a fost un pictor decorator francez.
Peyrotte s-a născut la Avignon și era fiul unui sculptor. La începutul carierei sale, a pictat în parohiile și congregațiile din regiunea Carpentras. A participat alături de Joseph Duplessis la producerea de decorațiuni de artă în farmacia Hotelului-Dieu din Carpentras.
În 1736, s-a mutat la Paris. Lucrările sale de decorare au inclus apartamentele regelui și ale reginei la Versailles (1738 și 1747) și Sala de Consiliu a Palatului Fontainebleau cu Charles-André van Loo⁠(d) și Château de Marly. De asemenea, a lucrat cu fabrica de goblen . Era cunoscut în special pentru chinezăriile sale. O serie de lucrări ale sale au fost gravate și tipărite de Gabriel Huquier⁠(d).